# مارکو اورلیو لوبل
مارکو اورلیو لوبل (انگلیسی: Marco Aurélio Iubel) بازیکن فوتبال برزیلی است. او که بیشتر با عنوان مارکینیو شناخته می‌شود.